# Cratere Madeleine
Madeleine  è un cratere sulla superficie di Venere.